# Berachot

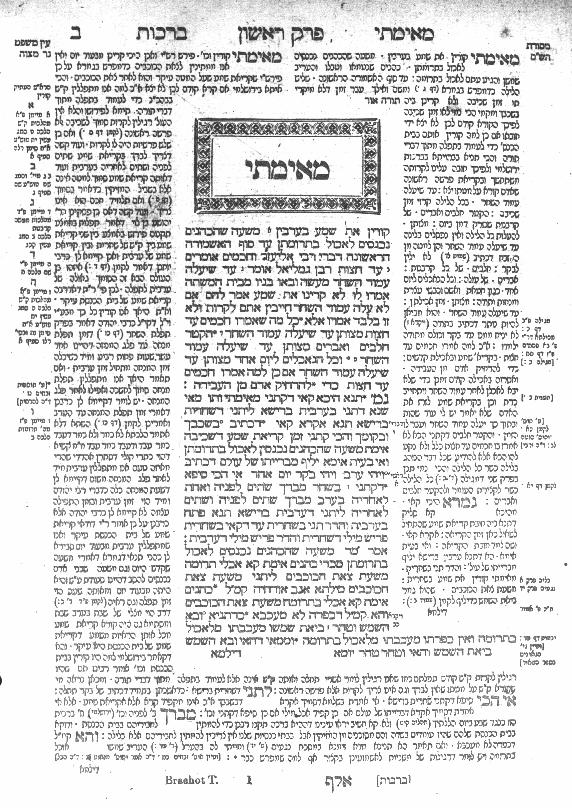
Pierwsza strona traktatu Berachot 2a

Berachot (hebr. ברכות; pol. błogosławieństwa) – nazwa pierwszego traktatu Miszny, w porządku Zeraim. Zawiera przepisy dotyczące typowych dla duchowości judaizmu modlitw dziękczynnych, błogosławieństw Boga. Traktat ten uczy miłości (Szema), szacunku i wdzięczności dla Boga, który jest Stwórcą wszystkiego, głębin ziemi, szczytów górskich i morza (por. Ps 95(94). On też wyprowadził Izraela z domu niewoli egipskiej, zawarł Przymierze z Izraelem na Synaju i wprowadził do ziemi obiecanej. 

## Pochodzenie biblijne
Przepisy zawarte w tym traktacie mają źródło w następujących fragmentach Tory:
Księga Powtórzonego Prawa 6,4:

Słuchaj, Izraelu! PAN jest naszym Bogiem, PAN jeden.

Księga Powtórzonego Prawa 8,10:

Tam najesz się do syta i będziesz błogosławił PANA, twojego Boga, za piękny kraj, którym cię obdarzył.

Księga Psalmów 45,18:

Wspominać będą twe imię przez wszystkie pokolenia; narody będą cię sławić zawsze i na wieki.

## Struktura
Traktat Berachot można podzielić na trzy części: (1) pierwsze trzy rozdziały omawiają zalecenia dotyczące odmawiania Szemy, (2) rozdział czwarty i piąty nawiązują do sposobów odmawiania Amidy; (3) rozdziały od piątego do dziewiątego podają zalecenia dotyczące odmawiania błogosławieństw.
Talmud babiloński oraz jerozolimski zawierają kompletny tekst traktatu wraz z komentarzami i uzupełnieniami. Zamieszczono w nich, oprócz właściwego komentarza, m.in. legendy hagiograficzne, interpretacje snów, szczegóły z pogranicza folkloru.

## Streszczenie
Traktat ten podzielony jest na dziewięć rozdziałów. Treść ich przedstawia się następująco:
- Rozdział pierwszy omawia porę i sposób odmawiania Szemy.
- Rozdział drugi podaje konkretne sposoby recytowania Szemy w różnych sytuacjach.
- Rozdział trzeci wyszczególnia okoliczności zwalniające od odmawiania Szemy (np. nie muszą tego robić kobiety, niewolnicy i dzieci).
- Rozdział czwarty odnosi się do Amidy. Podaje przykłady pór i sytuacji, w których odmawia się tę modlitwę.
- Rozdział piąty podaje więcej szczegółów dotyczących sytuacji, w których należy odmawiać Amidę.
- Rozdział szósty omawia błogosławieństwa odmawiane przed posiłkami.
- Rozdział siódmy traktuje o zimun – zaproszeniu do wspólnej modlitwy dziękczynnej, tzw. Birkat hamazon, którą odmawia się po spożyciu posiłku zawierającego chleb.
- Rozdział ósmy prezentuje listę spraw stanowiących istotę sporów między szkołami Hillela i Szammaja. Kontrowersje dotyczą m.in. kolejności wykonywania czynności podczas spożywania posiłków, na przykład kiedy nalewać wino do kubka – przed czy po umyciu rąk.
- Rozdział dziewiąty wymienia błogosławieństwa, które należy odmawiać w rozmaitych okolicznościach, na przykład w czasie deszczu, podczas budowy domu, przypadkowych spotkań, reakcji na dobre lub złe wiadomości[4].

## Znaczenie
Codzienne błogosławieństwa wznoszone są w ciągu dnia, by go uświęcić. Na przykład po obudzeniu, przy obmyciu wypowiada się następujące pierwsze błogosławieństwo:

Błogosławiony bądź Ty, JHWH (czytaj: Adonaj), nasz Boże, Królu wszechświata, który uświęciłeś nas swoimi przykazaniami, i dałeś nam przykazanie umywania rąk.

Inne poranne błogosławieństwo – przy pianiu koguta:

Błogosławiony bądź Ty, JHWH (czytaj: Adonaj), nasz Boże, Królu wszechświata, który uświęciłeś nas swoimi przykazaniami, który dałeś kogutowi inteligencję, by rozróżniał dzień od nocy.

Następnie przychodzą błogosławieństwa, w których pobożny Żyd błogosławi Boga za to, że nie został stworzony ani poganinem, ani niewolnikiem, ani kobietą. Z kolei kobieta zaś modli się:

Błogosławiony bądź Ty, JHWH (czytaj: Adonaj), nasz Boże, Królu wszechświata, który uświęciłeś nas swoimi przykazaniami, i stworzyłeś mnie zgodnie ze swą wolą.

Rabini komentują te dwa ostatnie błogosławieństwa, że jest łaską dla mężczyzny być powołanym do wypełnienia obowiązków modlitewnych, a dla kobiety łaską jest być wolną od nich, by zająć się pracami domowymi.
Świąteczne błogosławieństwa, bardziej uroczyste, dłuższe, wznoszone czy to przy posiłkach w domu, tzw. Birkat hamazon, czy też w modlitwie synagogalnej, zwłaszcza te poprzedzające śpiew Szema Izrael, stały się prototypem chrześcijańskich dziękczynnych modlitw eucharystycznych.